# Pseudopostega colognatha
Pseudopostega colognatha là một loài bướm đêm thuộc họ Opostegidae. Nó được miêu tả bởi Donald R. Davis và Jonas R. Stonis, 2007. Nó được tìm thấy ở Puerto Rico.
Chiều dài cánh trước là 1.8–2.1 mm. Con trưởng thành bay vào tháng 8.